# كايو رومانو
كايو رومانو  (بالإنجليزية: Cayo Romano)‏ هيا الجزيرة تابعة لـ كوبا.